# Grand Prix Formule 1 van Spanje 1973
De Grand Prix Formule 1 van de Spanje 1973 werd gehouden op 29 april 1973 in Montjuïc.

## Uitslag
| Positie | Nr | Rijder                | Team              | Ronden | Tijd/Opgave     | Startplaats | Punten |
| ------- | -- | --------------------- | ----------------- | ------ | --------------- | ----------- | ------ |
| 1       | 1  | Emerson Fittipaldi    | Lotus-Ford        | 75     | 1:48:19.3       | 7           | 9      |
| 2       | 4  | François Cevert       | Tyrrell-Ford      | 75     | 42.7            | 3           | 6      |
| 3       | 20 | George Follmer        | Shadow-Ford       | 75     | + 1:13.1        | 14          | 4      |
| 4       | 6  | Peter Revson          | McLaren-Ford      | 74     | +1 Ronde        | 5           | 3      |
| 5       | 15 | Jean-Pierre Beltoise  | BRM               | 74     | +1 Ronde        | 10          | 2      |
| 6       | 5  | Denny Hulme           | McLaren-Ford      | 74     | +1 Ronde        | 2           | 1      |
| 7       | 12 | Mike Beuttler         | March-Ford        | 74     | +1 Ronde        | 19          |        |
| 8       | 11 | Henri Pescarolo       | March-Ford        | 73     | +2 Ronden       | 18          |        |
| 9       | 14 | Clay Regazzoni        | BRM               | 69     | +6 Ronden       | 8           |        |
| 10      | 17 | Wilson Fittipaldi Jr. | Brabham-Ford      | 69     | +6 Ronden       | 12          |        |
| 11      | 24 | Nanni Galli           | Iso Marlboro-Ford | 69     | +6 Ronden       | 20          |        |
| 12      | 7  | Jacky Ickx            | Ferrari           | 69     | +6 Ronden       | 6           |        |
| NF      | 18 | Carlos Reutemann      | Brabham-Ford      | 66     | Aandrijving     | 15          |        |
| NF      | 23 | Howden Ganley         | Iso Marlboro-Ford | 63     | Geen benzine    | 21          |        |
| NF      | 2  | Ronnie Peterson       | Lotus-Ford        | 56     | Versnellingsbak | 1           |        |
| NF      | 3  | Jackie Stewart        | Tyrrell-Ford      | 47     | Remmen          | 4           |        |
| NF      | 16 | Niki Lauda            | BRM               | 28     | Band            | 11          |        |
| NF      | 25 | Graham Hill           | Shadow-Ford       | 27     | Remmen          | 22          |        |
| NF      | 9  | Mike Hailwood         | Surtees-Ford      | 25     | Olielek         | 9           |        |
| NF      | 19 | Jackie Oliver         | Shadow-Ford       | 23     | Motor           | 13          |        |
| NF      | 21 | Andrea de Adamich     | Brabham-Ford      | 17     | Wiel            | 17          |        |
| NF      | 10 | Carlos Pace           | Surtees-Ford      | 13     | Aandrijving     | 16          |        |

## Statistieken
| Pole-position | Ronnie Peterson | Lotus-Ford | 1:21.8 |
| Snelste ronde | Ronnie Peterson | Lotus-Ford | 1:23.8 |

## Noot
- Dit was de eerste snelste ronde voor Ronnie Peterson en voor een Zweedse coureur.
- Eerste podiumplaats voor George Follmer.

1913 · 1923 · 1926 · 1927 · 1933 · 1934 · 1935 · 1951 · 1954 · 1967 · 1968 · 1969 · 1970 · 1971 · 1972 · 1973 · 1974 · 1975 · 1976 · 1977 · 1978 · 1979 · 1980 · 1981 · 1986 · 1987 · 1988 · 1989 · 1990 · 1991 · 1992 · 1993 · 1994 · 1995 · 1996 · 1997 · 1998 · 1999 · 2000 · 2001 · 2002 · 2003 · 2004 · 2005 · 2006 · 2007 · 2008 · 2009 · 2010 · 2011 · 2012 · 2013 · 2014 · 2015 · 2016 · 2017 · 2018 · 2019 · 2020 · 2021 · 2022 · 2023 · 2024 · 2025 · 2026